# Хоенаспе
Хоенаспе (њем. Hohenaspe) општина је у њемачкој савезној држави Шлезвиг-Холштајн. Једно је од 112 општинских средишта округа Штајнбург. Према процјени из 2010. у општини је живјело 2.053 становника. Посједује регионалну шифру (AGS) 1061040.

## Географски и демографски подаци
Хоенаспе се налази у савезној држави Шлезвиг-Холштајн у округу Штајнбург. Општина се налази на надморској висини од 14 метара. Површина општине износи 14,1 km². У самом мјесту је, према процјени из 2010. године, живјело 2.053 становника. Просјечна густина становништва износи 146 становника/km².